# 天平车辆段
天平车辆段位于苏州市吴中区木渎镇天平村，是苏州轨道交通1号线的车辆段。地块呈狭长方形，东西宽约300m，南北长约900m。此车辆段采用尽头式运用库和联合车库，运用库与联合车库布局为纵列式。此车辆段不定期向公众开放参观。